# Billy Dee Williams

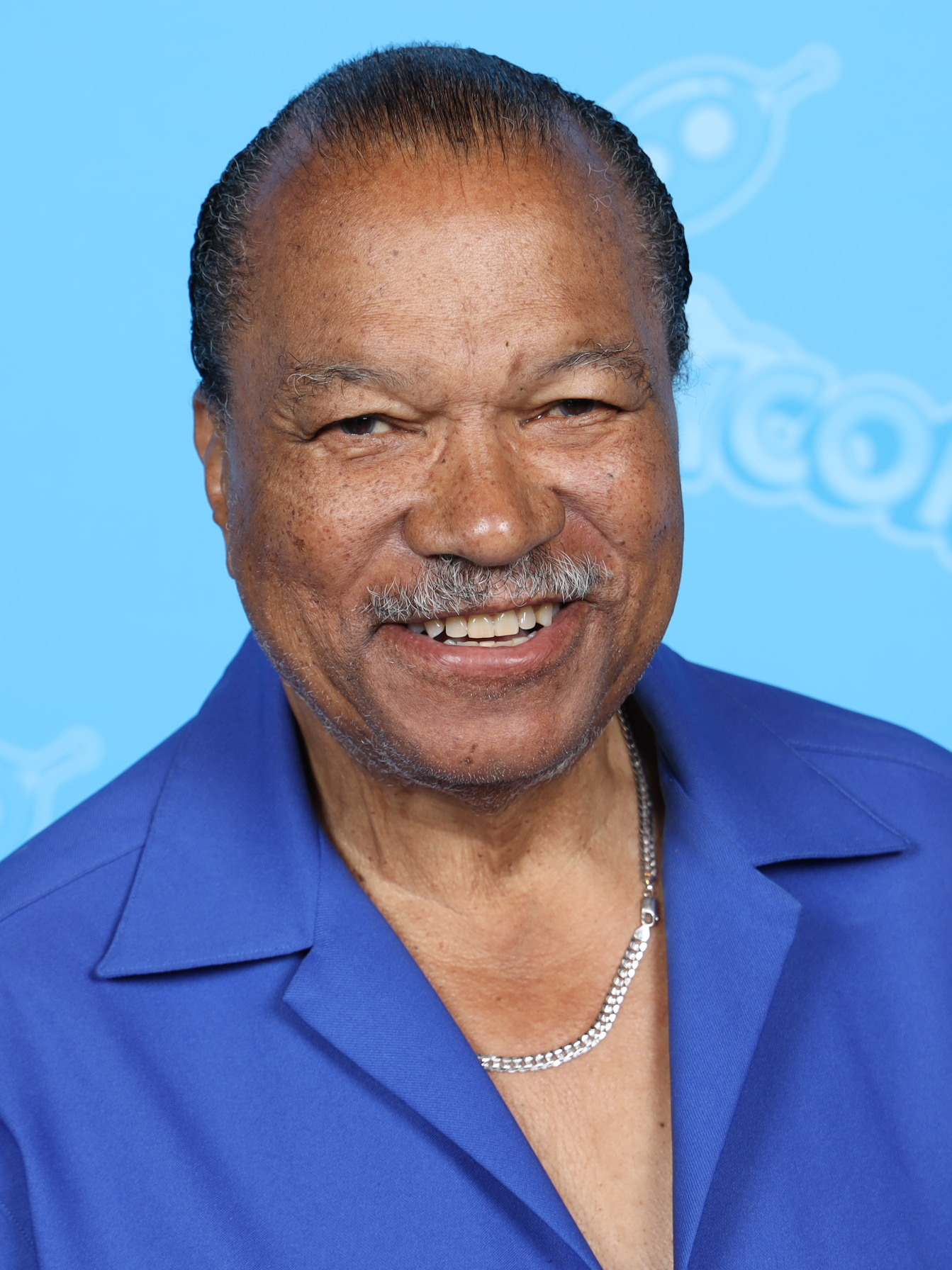
Billy Dee Williams (2023)

William December „Billy Dee“ Williams Jr. (* 6. April 1937 in New York City) ist ein US-amerikanischer Schauspieler, Sänger, Autor und Maler. Bekannt wurde er vor allem durch seine Rolle als Lando Calrissian in den Star-Wars-Filmen.

## Leben
Billy Dee Williams tritt seit Ende der 1950er Jahre als Schauspieler in Erscheinung. Bis in die frühen 1970er Jahre war er vor allem in verschiedenen Fernsehserien und -filmen zu sehen. In zwei großen Kinoproduktionen war er Anfang der 1970er Jahre neben Diana Ross in der männlichen Hauptrolle zu sehen. Mit Lady Sings the Blues (1972) und Mahagoni (1975), beide Oscar-nominiert, stieg Williams zu einem der populärsten afroamerikanischen Schauspieler des Jahrzehnts auf.
International bekannt wurde er mit der Rolle des Lando Calrissian in George Lucas’ erfolgreichen Kinofilmen Das Imperium schlägt zurück (1980) und Die Rückkehr der Jedi-Ritter (1983). Bis heute tritt Williams auf Star-Wars-Conventions auf und leiht in Hörspielen und Computerspielen (Star Wars Jedi Knight II: Jedi Outcast) sowie verschiedenen Serien der Figur seine Stimme. In Star Wars: Der Aufstieg Skywalkers war er 2019 erneut in dieser Rolle zu sehen.
Im Jahr 1989 spielte er den Staatsanwalt Harvey Dent in Tim Burtons Comicverfilmung Batman. Im dritten Teil der Batman-Serie, Batman Forever, wurde diese Rolle später von Tommy Lee Jones übernommen.
In dem Computerspiel Command & Conquer 3: Tiberium Wars, welches am 29. März 2007 in Europa veröffentlicht wurde, übernahm Williams die Rolle des GDI Director Redmond Boyle.
Sein Schaffen umfasst mehr als 140 Produktionen. 1972 wurde er mit dem Image Award für seine Rolle in Lady Sings the Blues ausgezeichnet. 1985 erhielt er einen Stern auf dem Hollywood Walk of Fame.

## Filmografie (Auswahl)
- 1959: Der Zorn des Gerechten (The Last Angry Man)
- 1964: Preston & Preston (The Defenders, Fernsehserie, 1 Folge)
- 1970: Nie wieder New York (The Out-of-Towners)
- 1970: Verschollen im Pazifik (Lost Flight, Fernsehfilm)
- 1971: Freunde bis in den Tod (Brian’s Song, Fernsehfilm)
- 1972: Lady Sings the Blues
- 1974: The Take
- 1975: Mahagoni (Mahogany)
- 1976: The Bingo Long Traveling All-Stars & Motor Kings
- 1977: Scott Joplin
- 1979: Christmas Lilies of the Field
- 1980: Das Imperium schlägt zurück (The Empire Strikes Back)
- 1980: Operation Eiffelturm (The Hostage Tower, Fernsehfilm)
- 1981: Nachtfalken (Nighthawks)
- 1983: Die Rückkehr der Jedi-Ritter (Return of the Jedi)
- 1983: Die Polizei-Chiefs von Delano (Chiefs, Miniserie, 3 Episoden)
- 1984: Die Bombe tickt (Time Bomb, Fernsehfilm)
- 1984: Fear City – Manhattan 2 Uhr nachts (Fear City)
- 1984–1985: Der Denver-Clan (Dynasty, Fernsehserie, 5 Episoden)
- 1987: Tödliche Täuschung (Deadly Illusion)
- 1987: Der Berserker (Number One with a Bullet)
- 1989: Batman
- 1991: Trabbi goes to Hollywood (Driving Me Crazy)
- 1992: Die Jacksons – Ein amerikanischer Traum (The Jacksons: An American Dream, Fernsehfilm)
- 1993: Alien Intruder
- 1994: Fackeln im Sturm (Heaven and Hell, Fernsehserie, 3 Episoden)
- 1997: Die Heiligen vier Könige (Il quarto re, Fernsehfilm)
- 1997: Steel Sharks – Überleben ist ihr Ziel (Steel Sharks)
- 1999: The Contract – Ein tödlicher Auftrag (The Contract)
- 2000: The Ladies Man
- 2000–2001: Highway to Hell – 18 Räder aus Stahl (18 Wheels Of Justice, Fernsehserie, 25 Episoden)
- 2001: The Killer Next Door
- 2002: The Last Place On Earth
- 2002: Undercover Brother
- 2004: Die wilden Siebziger (That ’70s Show, Fernsehserie, Episode 6x14)
- 2006: Scrubs – Die Anfänger (Scrubs, Fernsehserie, Episode 5x10)
- 2007: Lost (Fernsehserie, Episode 3x14)
- 2009: Fanboys
- 2010: White Collar (Fernsehserie, Episode 2x13)
- 2012, 2014: Navy CIS (NCIS, Fernsehserie, 2 Episoden)
- 2013: Modern Family (Fernsehserie, Episode 4x11)
- 2014: The LEGO Movie (Stimme)
- 2014: Glee (Fernsehserie, Episode 5x19)
- 2015: Star Wars Rebels (Animationsserie, 2 Episoden)
- 2017: The LEGO Batman Movie (Stimme)
- 2017: Dirty Dancing (Fernsehfilm)
- 2019: Star Wars: Der Aufstieg Skywalkers (Star Wars: The Rise of Skywalker)

## Publikationen
- 1980: Alan Arnold: A Journal of the Making of „The Empire Strikes Back“. Del Rey, ISBN 978-0345290755 (Mitwirkender).
- 1995: Empire Strikes Back: The Original Radio Drama (Hörspiel, als Lando Calrissian), Titan Books Ltd, ISBN 978-1852866440.
- What have we here? Portraits of al Life. Alfred A. Knopf, New York 2024, ISBN 9780593318607.